# Северный территориальный округ Республики Дагестан
Северный территориальный округ Республики Дагестан — территориальная единица Дагестана, созданная в 2013 году. Административный центр — город Кизляр.
Округ был создан по указу главы Дагестана Рамазана Абдулатипова.
10 декабря 2020 года территориальный округ были упразднён.

## Население

### Национальный состав
По данным Всероссийской переписи населения
 2010 года, (данные по районам и городам, позже вощедщие в состав Северного территориального округа Республики Дагестан):
| Народ    | Численность, чел. | Доля от всего населения, % |
| -------- | ----------------- | -------------------------- |
| аварцы   | 193 944           | 34,03 %                    |
| кумыки   | 107 515           | 18,86 %                    |
| чеченцы  | 90 021            | 15,79 %                    |
| даргинцы | 47 634            | 8,35 %                     |
| русские  | 39 050            | 6,85 %                     |
| ногайцы  | 33 595            | 5,89 %                     |
| лакцы    | 24 598            | 4,31 %                     |
| лезгины  | 16 633            | 2,91 %                     |
| другие   | 16 899            | 2,96 %                     |
| всего    | 569 889           | 100 %                      |

## Административное деление
Округ состоит из 7 районов и 3 городов.
- Бабаюртовский — с. Бабаюрт
- Казбековский — с. Дылым
- Кизлярский — г. Кизляр
- Новолакский — с. Новолак
- Ногайский — с. Терекли-Мектеб
- Тарумовский — с. Тарумовка
- Хасавюртовский — г. Хасавюрт
- город Кизляр
- город Хасавюрт
- город Южно-Сухокумск